# Храницки, Агнеш
Агнеш Храницки (венг. Ágnes Hranitzky; род. 4 июля 1945, Деречке, Венгрия) ― венгерский кинорежиссёр и монтажёр. Супруга венгерского режиссёра Бела Тарра, принимала деятельное участие в производстве его фильмов.

## Карьера в кино
Агнеш Храницки начала свою карьеру в кино в 1970-х годах в качестве монтажёра. В 1981 году она начала работать с режиссёром Белой Тарр, когда занялась монтажом его фильма под названием «Вольный прохожий». С тех самых пор Храницки занималась монтажом каждого из его фильмов.
Начиная с 2000 года, когда на экраны вышел фильм Тарра Гармонии Веркмейстера, Храницки также становится сорежиссёром фильмов своего супруга. Фильмы Тарра известны своими долгими сценами, поэтому Агнеш была вынуждена часто присутствовать непосредственно на съемочной площадке во время производства фильмов для того, чтобы помочь Тарру и дать совет о том, как всё будет затем развиваться в монтажной комнате и какие сцены будут лучше соответствовать другим.
Агнеш Храницки выступила в качестве сорежиссёра в фильме Человек из Лондона в 2007 году, в то время как Тарр, опять-таки, был главным режиссёром картины. Премьера фильма состоялась на конкурсной программе Каннского кинофестиваля 2007 года.
В 2011 году она также была сорежиссёром фильма Туринская лошадь, который впервые был показан на 61-м Берлинском международном кинофестивале и там же удостоился Серебряного медведя (Гран-при жюри).

## Личная жизнь
Агнеш Храницки замужем за режиссёром Белой Тарр. Они живут вместе с 1978 года, когда они впервые и познакомились.